# 个案工作
个案工作(Social Casework)是社会工作的方法之一，且是社会工作各工作手法中起源最早的一种。该概念直接由英文case work直译而来。它指的是专业社会工作者运用有关人和社会的专业知识，通过一对一（个人、家庭、機構、社區）的个别化方式，为个人和家庭提供支持与服务，以帮助个人和家庭减低压力、解决问题，达到个人和社会的良好福利状态。为社会工作方法中直接服务方法之一。

## 历史
19世紀後，許多慈善家開始對醫院病人、孤兒、失業者提供支持，但是缺乏方法進行社會服務。1869年，慈善組織會社（COS）成立，試圖簡化、規則化、系統化地提供慈善工作和社會工作服務，形成社會個案工作的起源。

## 理论与主要模式
个案工作的服务模式既是用来指导社会工作者针对某个服务对象开展专业服务的理论依据，也是帮助社会工作者决定个案工作的程序和服务方法的重要依据。其中心理社会治疗模式、人本治疗模式、认知行为治疗模式被称为个案工作三大传统治疗模式。 

### 心理与社会治疗模式
心理与社会治疗模式最早是由社会工作者玛丽•杰雷特(M．C．Jarrelt)在 1928年提出。1937年，汉弥尔顿（Gorden Hamilton）在《个案工作基本概念》一文中首次对这一理论进行了系统的阐述。当时，心理与社会学派被称为'诊断派'，以与当时的'功能派'分庭抗礼。其后，经过数位著名学者的倡导和推广，使这一学派成为当代美国最具影响力的个案工作学派。
心理与社会治疗模式注重借助“人在情境中”，把心理因素和社会因素结合起来帮助求助者。受精神分析理论、自我心理学和学习理论、社会学的角色理论和互动理论、人类学的家庭理论以及系统理论等影响。

### 任务中心模式
任务中心模式主要应用于八类问题，即人际冲突、不满意的社会关系、正式组织中的问题、角色困难、社会转型中的问题、情绪问题、资源不足问题和行为问题。

### 叙事治疗模式
叙事治疗模式，也称为叙说治疗，这是一种从后现代主义思潮中引申出来的社会工作理论。受后现代主义影响，这一理论认为没有绝对的真理，现实是借助语言叙述来建构的。故而，人们所遭遇的各种问题都是由人们以特定叙事建构起来的，在一种叙事中被认为是“问题”的行为或现象在另一个叙事中则不然，因此社会工作者的主要任务就是要帮助案主突破现有的叙事束缚，重新理解和建构自己的生活，走出困境。
叙事治疗的创始人怀特认为叙事心理治疗的核心就在于“人们对他们的生活体验的表达。” 社会工作者应当鼓励案主将生活中的自我体验表达出来，通过叙述将其编排成为自我故事，并为之命名；让案主确信自己并非问题，而要去探索问题是如何建构出来的；通过发现故事表达过程中的矛盾之处，启发案主自我反思、调整态度、重新选择，然后重写对自身更加有益的故事。

## 原则
貝斯提克（Felix Biestek，或译比斯台克）的《個案工作關係》一書中提到了「個案工作關係」的定義是「有目的地協助案主達到個人與環境較佳的調適的一種個案工作者與案主之間，在態度與情緒上的動態互動」。而對這互動，他也提出了七大原則：
1. 個別化
2. 有目的的情感表白
3. 有控制的情緒涉入
4. 接納
5. 非判斷的態度
6. 案主自決
7. 守密

此七個工作原則成為往後社會個案工作者建立專業關係的準則。

### 書籍
1. David Howe著，林萬億、陳香君等譯，社會工作理論導論，五南圖書出版股份有限公司，2011，ISBN 978-957-11-6311-6。